# Тут тебе не зустріне рай
«Тут тебе не зустріне рай» («Əzablı Yollar») — радянський художній фільм 1982 року, знятий режисером Тофіком Ісмайловим на кіностудії «Азербайджанфільм».

## Сюжет
За мотивами азербайджанської народної казки «Мелікмамед». У деякій державі одного разу було вкрадено дивами три чарівні яблука, які оберігали країну від злих сил. На їх пошуки шах відправляє трьох недбайливих синів: любителя повеселитися Шахмамеда, ненажеру та ледаря Ханмамеда, мрійника та романтика Мелікмамеда. Герої подолають усі перешкоди, виконають доручення батька і повернутися на батьківщину, залишивши всі свої погані нахили ворогові. Фільм дубльований на Кіностудії імені М. Горького.

## У ролях
- Откам Іскендеров — Мелікмамед
- Ельшад Казієв — Шахмамед
- Віктор Демерташ — Ханмамед
- Сонаханум Алієва — Парізад
- Гаміда Омарова — Нурзад
- Лейла Манафова — Гюльшад
- Гасан Мамедов — Падішах
- Мамедрза Шейхзаманов — старець
- Хашим Гадоєв — Чорний Вихор
- Рафік Карімов — безбородий
- Ельданіз Зейналов — старший див
- Сіявуш Аслан — середній див
- Яшар Нурі — молодший див
- Маяк Керімов — епізод
- Омір Нагієв — епізод
- Валіахд Валієв — епізод
- Гюндуз Аббасов — звіздар

## Знімальна група
- Режисер — Тофік Ісмайлов
- Сценарист — Октай Мамедов
- Оператори — Володимир Сапожников, Шаріф Шаріфов
- Композитор — Тофік Кулієв
- Художники — Рафік Насіров, Ельбек Рзакулієв